# Saab 9-5

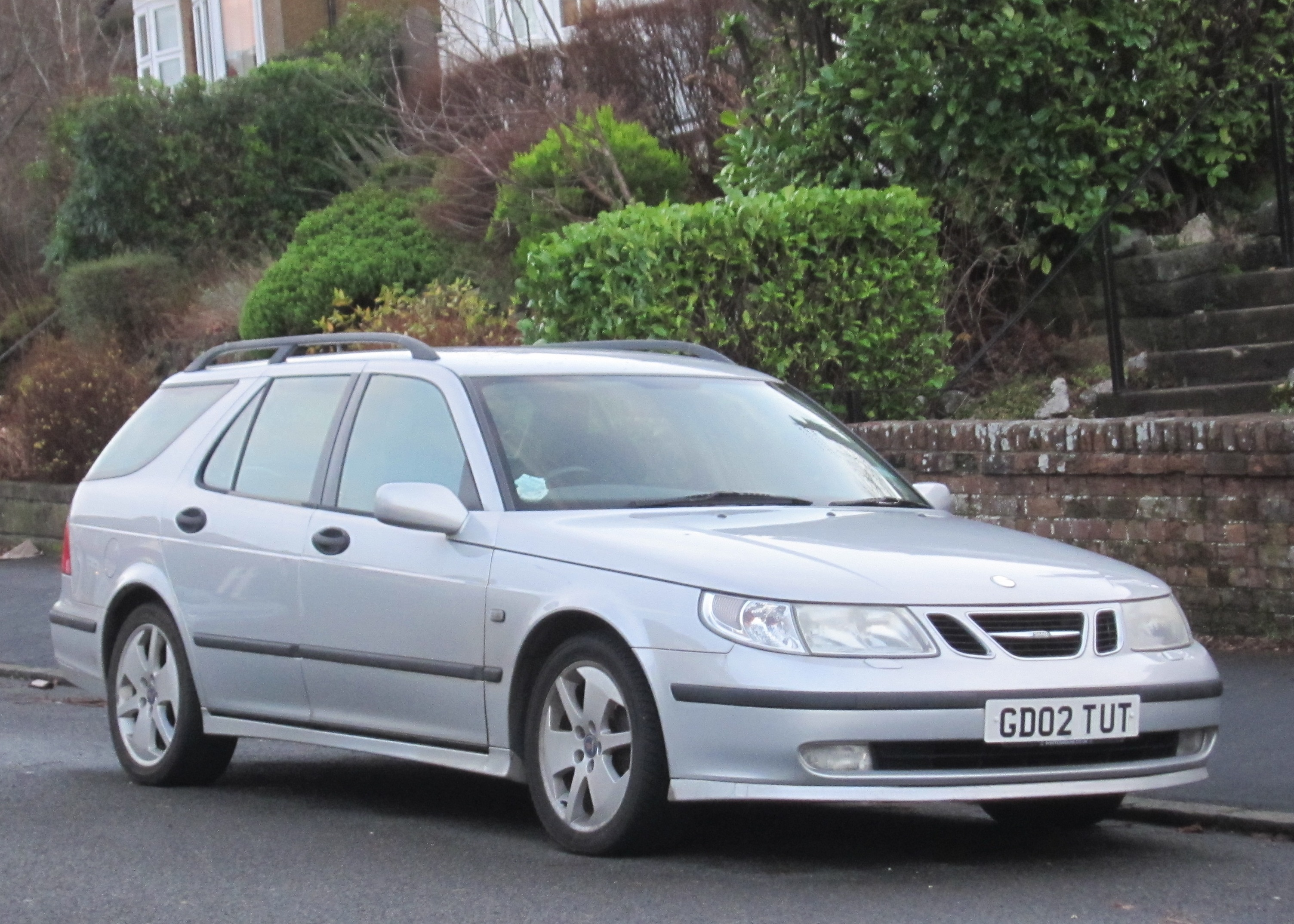
Saab 9-5 Kombi Modelljahr 2002

Der Saab 9-5 ist ein vom schwedischen Fahrzeughersteller Saab gebautes Pkw-Modell der oberen Mittelklasse, das von Sommer 1997 bis Ende 2011 hergestellt wurde. Es ersetzte den seit Frühjahr 1985 angebotenen Saab 9000 und war zunächst als Stufenhecklimousine erhältlich, ab Anfang 1999 auch als „Sport-Combi“.
Die zweite Generation des 9-5 wurde im Sommer 2010 eingeführt. Das neue Fahrzeug war an sich schon länger fertig konstruiert, jedoch kam es aufgrund des Eigentümerwechsels von Saab zu Verzögerungen. Im April 2011 wurde die Produktion unterbrochen und im Dezember 2011 beendet. Ursache ist Saabs Insolvenz und die Weigerung General Motors, Saabs neuem Eigentümer Lizenzen für das Modell zu erteilen.

## 9-5 (YS3E, 1997–2010)
| Sterne im Euro-NCAP-Crashtest (1998) |
| Sterne im Euro-NCAP-Crashtest (2003) |

### Modellgeschichte

#### Erstes Modell (1997–2001)
Wie auch die erste Version des Saab 9-3 baut der im Herbst 1997 eingeführte 9-5 auf der bei Opel konstruierten GM2900-Plattform von General Motors auf, die u. a. auch im Opel Vectra B zum Einsatz kam. So ist das Fahrwerk mit MacPherson-Federbeinen vorne und einer Mehrlenker-Einzelradaufhängung hinten, jeweils mit Stabilisatoren, ausgerüstet.
Mit dem 9-5 führte Saab die Tradition der Marke fort, diverse Sicherheitsfunktionen in ihren Fahrzeugen anzubieten. So bietet der 9-5 als erstes Serienfahrzeug Sitze mit aktiven Kopfstützen (SAHR, Saab Active Head Restraints), die sich im Falle eines Heckunfalls an die Köpfe anlegen und so einem Schleudertrauma und einer Nackenwirbelverletzung vorbeugen, und als erster Pkw ventilierte Sitze.
Beim 9-5 wurde mit der Tradition der Fließheckkarosserie mit Heckklappe gebrochen. Dafür erschien im Frühjahr 1999 als Ersatz der SportCombi. Die Limousine hatte einen Luftwiderstandsbeiwert (cw) von 0,29, der Kombi von 0,32. Die Karosserie des 9-5 wurde von Einar Hareide gestaltet.

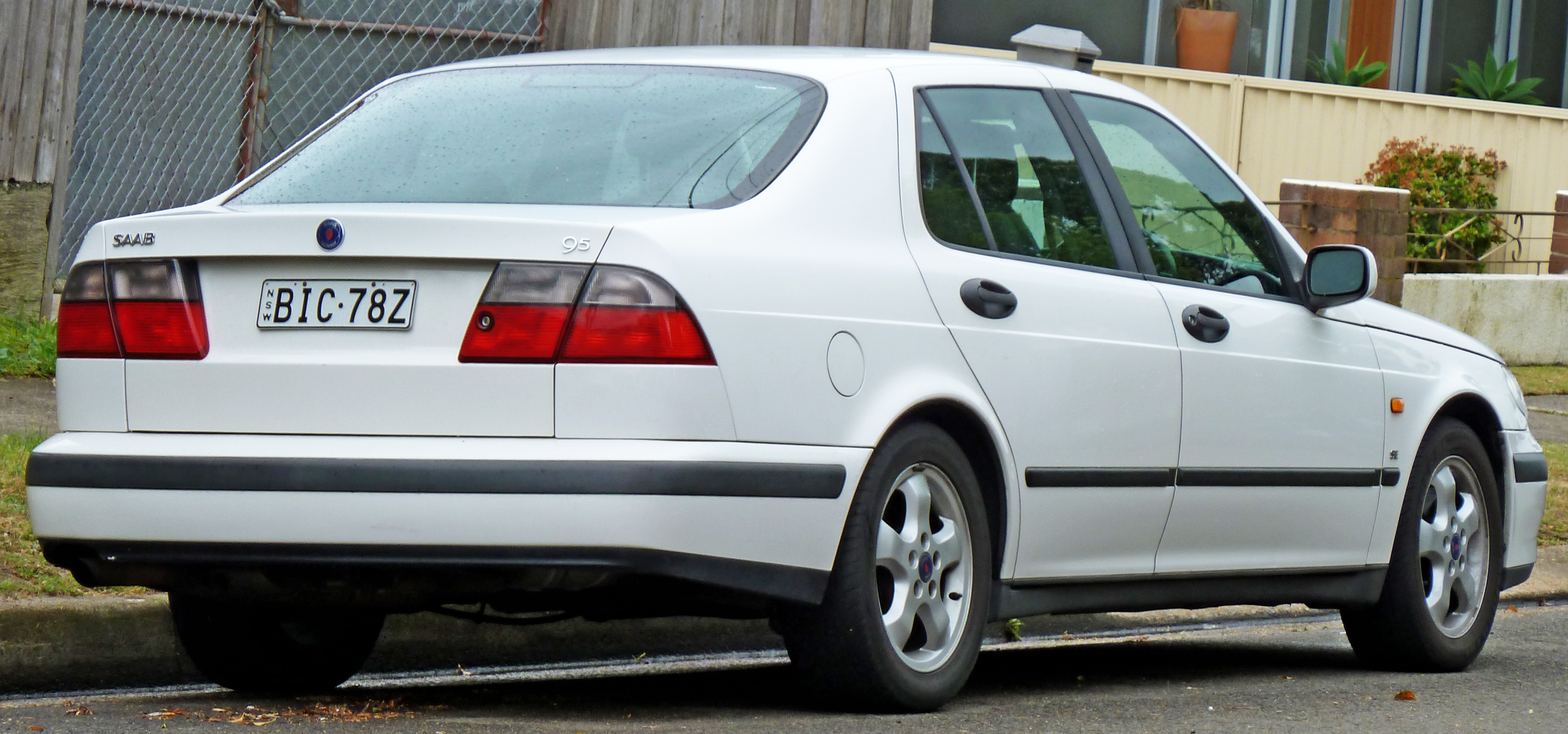
Heckansicht
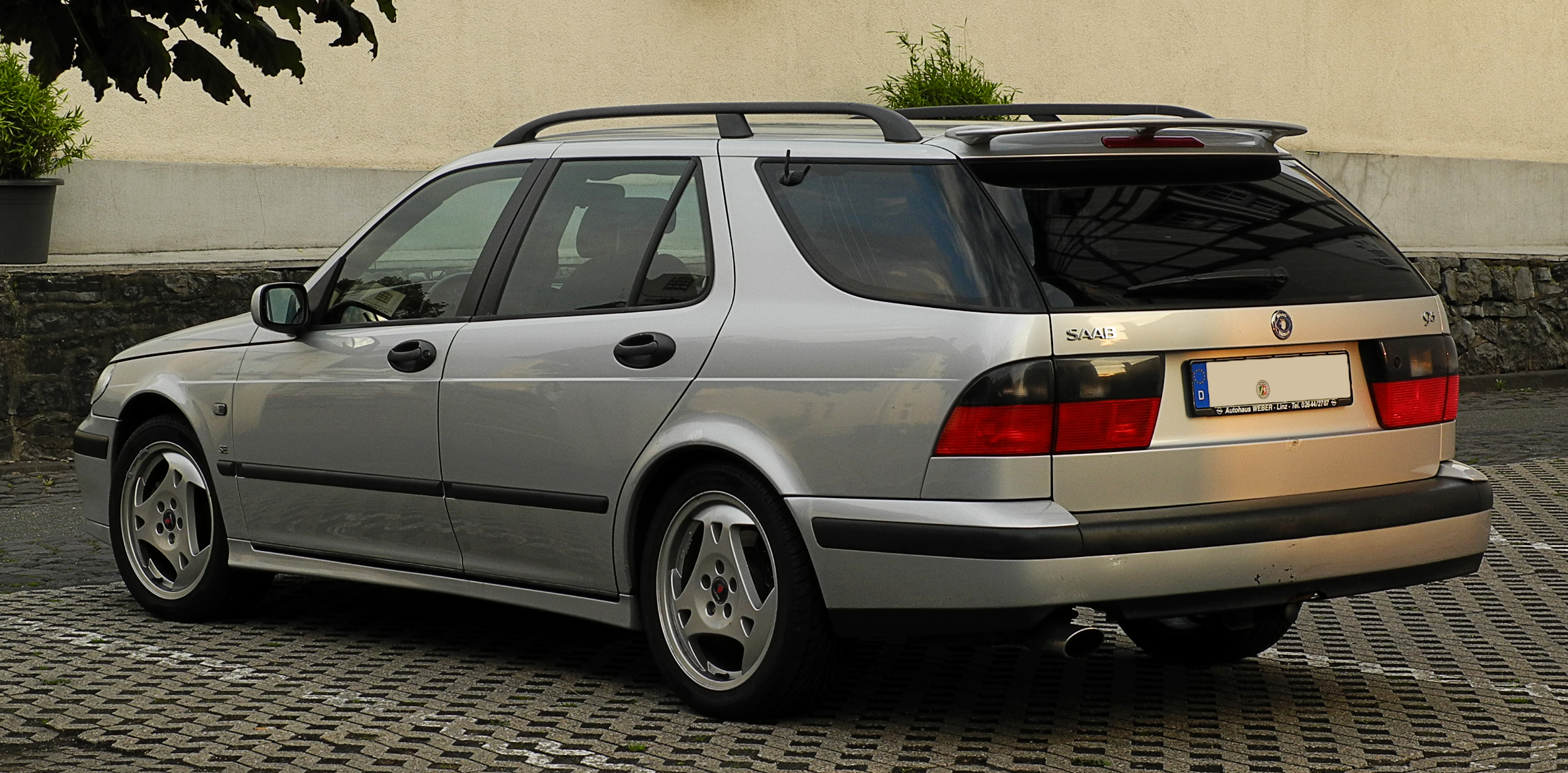
Saab 9-5 SportCombi (1999–2001)

#### Erste Modellpflege (2001–2005)
Im Sommer 2001 wurde die Baureihe ein erstes Mal überarbeitet. Dabei erhielt sie an der Front Klarglasscheinwerfer und am Heck hellere Blink- sowie Rückfahrleuchten. Zudem wurden die Rückfahrsensoren optisch in die Stoßstange und der Kühlergrill in die Karosserie integriert. Des Weiteren wurden zwei neue Dieselmotoren mit 2,2 Litern Hubraum und 88 kW Leistung sowie 3,0 Litern Hubraum und 130 kW Leistung eingeführt. Im Folgejahr wurde auch der 2,3T ersetzt, welcher nun 162 kW leistete.

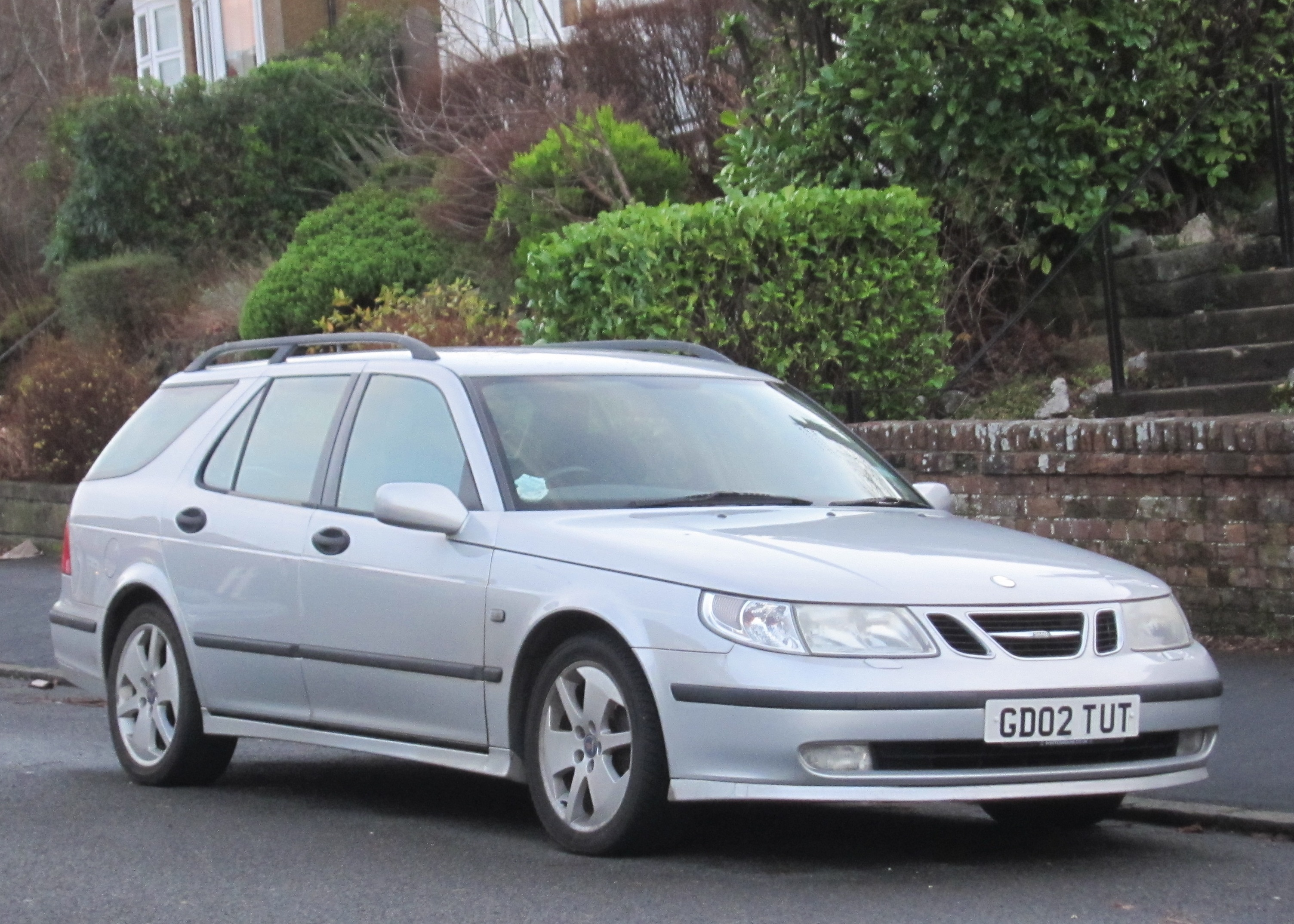
Saab 9-5 SportCombi (2001–2005)
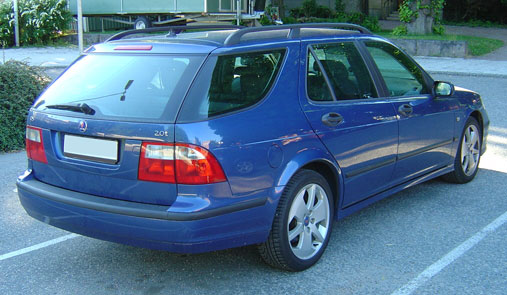
Heckansicht

#### Zweite Modellpflege (2005–2010)
Das zweite Facelift im September 2005 (umgangssprachlich Chrombrille) umfasste umfangreichere Modifikationen am Fahrzeug. Die Front wurde hierbei der neuen, am Saab 9-2X entwickelten, Designlinie angepasst, die Stoßstangen in die Karosserie integriert, sowie neue Heckleuchten und in Wagenfarbe lackierte Türgriffe eingeführt. Das Fahrwerk wurde härter abgestimmt und das Armaturenbrett in weiten Teilen ebenfalls neu entworfen (Drehregler, Einzelinstrumente). Auch wurden alle bisher verwendeten Dieselmotoren (88 und 130 kW, letzterer ein V6 von Isuzu) durch einen Motor (110 kW, von GM-Fiat-Powertrain) ersetzt, der bereits auch im 9-3 verwendet wurde.

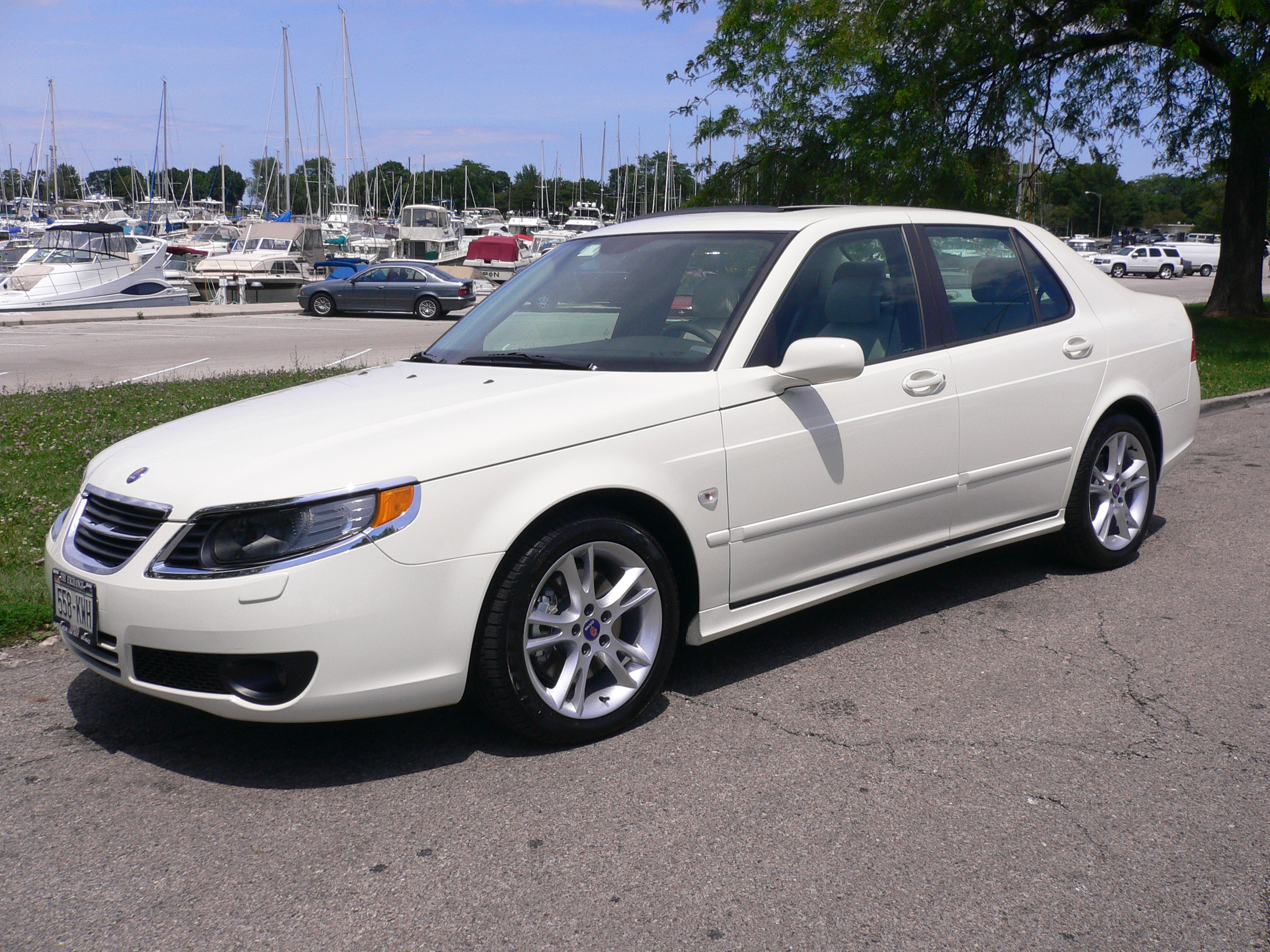
Saab 9-5 SportSedan (2005–2009)
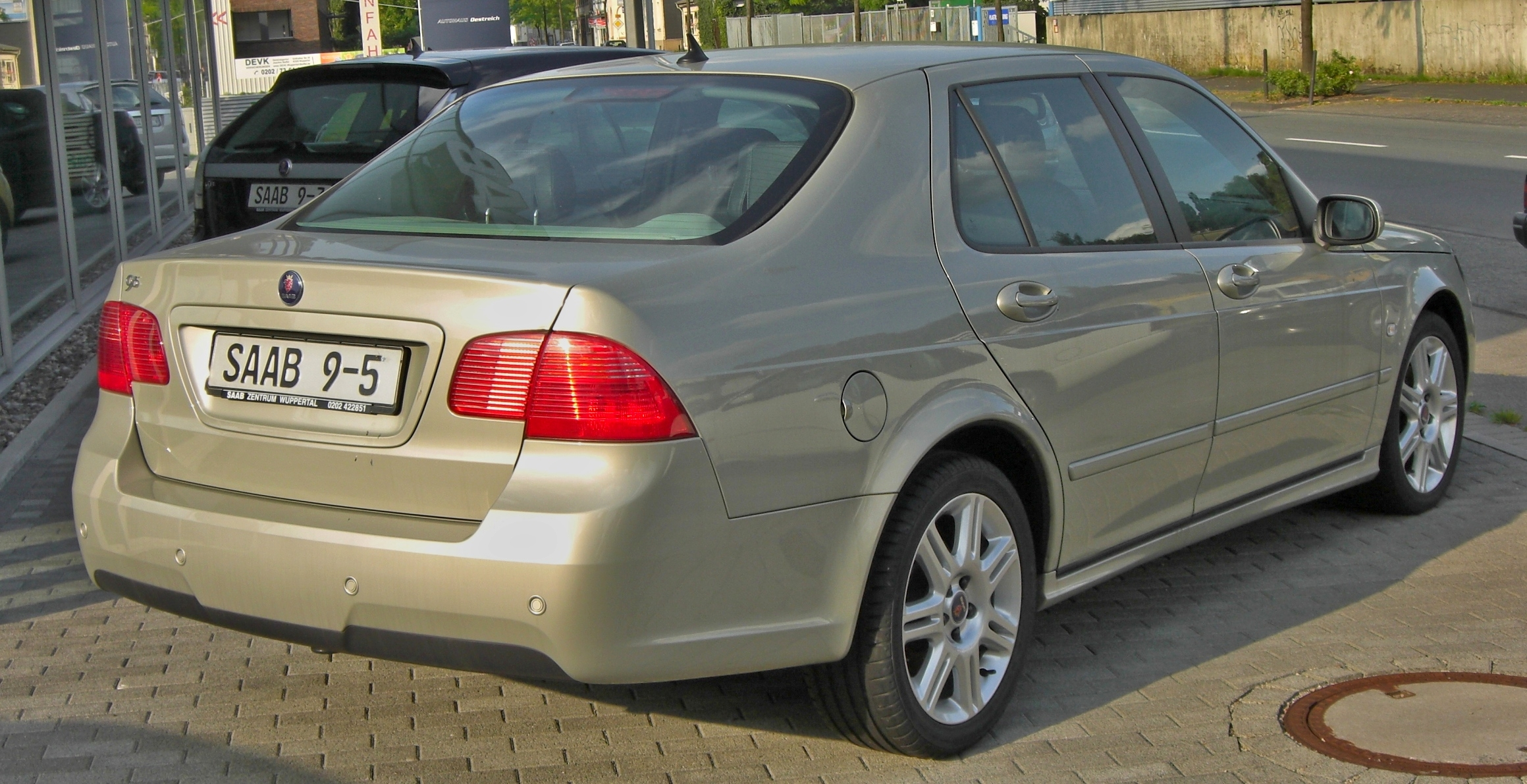
Heckansicht
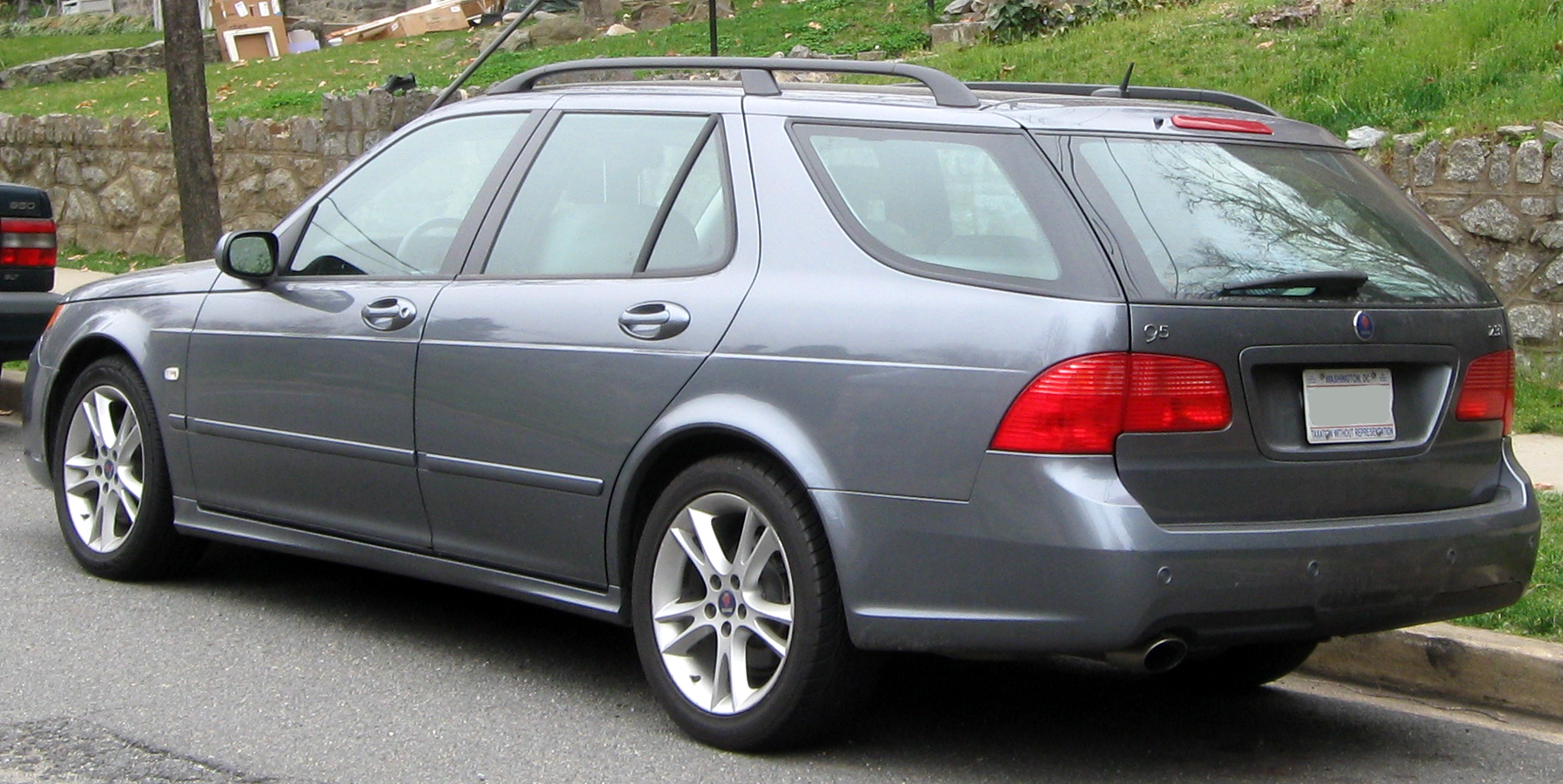
Saab 9-5 SportCombi (2005–2010)

Der letzte 9-5 SportSedan wurde Ende Juni 2009 hergestellt, während der letzte SportCombi im Februar 2010 vom Band rollte. Er ist damit das letzte von insgesamt 483.593 hergestellten Exemplaren der ersten Generation des 9-5.
General Motors veräußerte Werkzeuge und Nutzungsrechte der ersten Generation des 9-5 an die Beijing Automobile Works, die den Wagen optisch stark überarbeitet als Beijing Senova D-Serie auf den Markt brachte.

### Motorisierungen
Den 9-5 gab es mit fünf verschiedenen Motoren. Der Vierzylinder-Ottomotor mit 1985 cm³ und 2290 cm³ stammte vom Vorgänger, dem Saab 9000. Er wurde schon seit dem ersten Saab 99 verwendet und stammte ursprünglich vom Triumph Dolomite. Der V6-Ottomotor stammte von General Motors und wurde, wenn auch ohne Turbolader, auch im Opel Omega B eingesetzt. Zunächst gab es zwei Dieselmotoren; der Vierzylinder mit 2171 cm³ kam von Opel und war auch im Opel Vectra und Omega zu finden. Der V6-Dieselmotor mit 2958 cm³ kam von Isuzu aus Japan, die Motoren bis einschließlich Baujahr 2004 waren jedoch bekannt für Probleme durch Laufbuchsenabsenkung, die sich anfangs häufig durch erhöhten Kühlwasserverbrauch bzw. Ruckeln des Motors bemerkbar machten und in der Regel einen kompletten Motorenaustausch schon nach wenigen tausend Kilometern Fahrleistung nötig machten. Mit der Überarbeitung 2005 wurden beide Motoren ersetzt. Einen Sechszylinder-Diesel gab es nun nicht mehr, der Vierzylinder mit 1910 cm³ war völlig neu und kam aus der damaligen Zusammenarbeit mit Fiat. 2005 präsentierte Saab zudem mit dem Modell 2.0t BioPower erstmals in der Firmengeschichte ein Automobil, das für den Betrieb mit Bio-Ethanol (E85) oder Super-Benzin ausgelegt ist. Alle Motoren sind serienmäßig mit einem Fünfgang-Schaltgetriebe oder optional mit einer Fünfstufen-Sentronic ausgestattet. Mit der serienmäßigen Top-Motorisierung (dem 2.3Turbo, anfangs 250 PS, nach der 2. Modellpflege 260 PS) erreichte der Wagen eine maximale Geschwindigkeit von 250 bzw. 255  km/h. In der Basismotorisierung (2.0t, 150  PS) erreichte er eine Geschwindigkeit von 220  km/h.
| Modell           | Typ            | Hubraum  | Leistung                       | Drehmoment            | Bauzeit         | Verbrauch/100 km (für Automatik) |
| ---------------- | -------------- | -------- | ------------------------------ | --------------------- | --------------- | -------------------------------- |
| Ottomotoren      |                |          |                                |                       |                 |                                  |
| 2.0t             | R4, 16V, Turbo | 1985 cm³ | 110 kW (150 PS) bei 5500 min−1 | 240 Nm bei 1800 min−1 | 08/1997–02/2010 | 9,5 (10,5) l Super               |
| 2.0t BioPower    | R4, 16V, Turbo | 1985 cm³ | 132 kW (180 PS) bei 5500 min−1 | 280 Nm bei 1800 min−1 | 11/2006–02/2010 | 11,2 (13,4) l E85                |
| 2.0t Hirsch      | R4, 16V, Turbo | 1985 cm³ | 110 kW (192 PS) bei 5500 min−1 | 300 Nm bei 3500 min−1 | 02/2001–07/2001 | 9,2 (10,4) l Super plus          |
| 2.3t             | R4, 16V, Turbo | 2290 cm³ | 125 kW (170 PS) bei 5500 min−1 | 280 Nm bei 1800 min−1 | 06/1997–06/2000 | 9,8 (10,5) l Super               |
| 2.3t             | R4, 16V, Turbo | 2290 cm³ | 125 kW (185 PS) bei 5500 min−1 | 280 Nm bei 1800 min−1 | 07/2000–02/2010 | 9,3 (10,4) l Super               |
| 2.3t BioPower    | R4, 16V, Turbo | 2290 cm³ | 154 kW (210 PS) bei 5500 min−1 | 280 Nm bei 1800 min−1 | 11/2006–02/2010 | 11,6 (13,0) l E85                |
| 2.3 Turbo        | R4, 16V, Turbo | 2290 cm³ | 162 kW (220 PS) bei 5500 min−1 | 310 Nm bei 1900 min−1 | 07/2003–08/2007 | 8,9 (10,3) l Super               |
| 2.3 Turbo        | R4, 16V, Turbo | 2290 cm³ | 169 kW (230 PS) bei 5500 min−1 | 350 Nm bei 1900 min−1 | 10/1999–08/2001 | 9,1 (9,9) l Super                |
| 2.3 Turbo        | R4, 16V, Turbo | 2290 cm³ | 184 kW (250 PS) bei 5300 min−1 | 350 Nm bei 1900 min−1 | 08/2001–08/2005 | 8,8 (9,8) l Super plus           |
| 2.3 Turbo        | R4, 16V, Turbo | 2290 cm³ | 191 kW (260 PS) bei 5200 min−1 | 350 Nm bei 1900 min−1 | 09/2005–02/2010 | 9,1 (10,3) l Super plus          |
| 2.3 Turbo Hirsch | R4, 16V, Turbo | 2290 cm³ | 221 kW (300 PS) bei 5500 min−1 | 400 Nm bei 2000 min−1 | 05/2006–06/2009 | 9,1 (10,1) l Super plus          |
| 3.0t             | V6, 24V, Turbo | 2962 cm³ | 147 kW (200 PS) bei 5000 min−1 | 310 Nm bei 2500 min−1 | 01/1998–06/2003 | (11,1) l Super plus              |
| Dieselmotoren    |                |          |                                |                       |                 |                                  |
| 1.9 TiD DPF      | R4, 16V, Turbo | 1910 cm³ | 110 kW (150 PS) bei 4000 min−1 | 320 Nm bei 2000 min−1 | 12/2005–02/2010 | 6,4 (7,4) l Diesel               |
| 2.2 TiD          | R4, 16V, Turbo | 2171 cm³ | 88 kW (120 PS) bei 4000 min−1  | 280 Nm bei 1500 min−1 | 03/2002–08/2005 | 6,6 (7,4) l Diesel               |
| 3.0 TiD          | V6, 24V, Turbo | 2958 cm³ | 130 kW (177 PS) bei 4000 min−1 | 350 Nm bei 1800 min−1 | 08/2001–08/2005 | 7,3 l Diesel                     |

### Sicherheit
Im Euro-NCAP-Crashtest erhielt der Saab 9-5 1998 bei der Bewertung der Insassensicherheit von Erwachsenen 31 Punkte und vier von fünf möglichen Sternen. Damit war er das beste bis zu diesem Zeitpunkt getestete Fahrzeug seiner Klasse. Beim Fußgängerschutz erreichte das getestete Fahrzeug 12 Punkte und zwei von vier möglichen Sternen. Nachdem der Saab 9-5 im Juni 2003 mit Gurtwarnern für die Vordersitze ausgestattet worden war, wurde die Bewertung der Insassensicherheit von Erwachsenen auf 33 Punkte und fünf von fünf möglichen Sternen aufgewertet.
Der Saab 9-5 (Typ YS3E) lag von seiner ersten Ausweisung im Folksam-Report 2003 bis 2009 durchgängig in der höchsten Sicherheitskategorie, 2003 alleinig in einer Sonderkategorie, wodurch er als „säkraste bilen“ (schwedisch für „sicherstes Auto“) ausgezeichnet wurde. Im Report 2005 wurde er gemeinsam mit dem Saab 9-3 (Typ YS3D) als sicherstes Auto ermittelt.

### Auszeichnungen
- 1998: Bestes importiertes Auto der oberen Mittelklasse – Auto, Motor und Sport
- 1999: Schwedischer Designpreis – Schwedische Gesellschaft für Fahrzeuge und Design
- 2001: Bestes Auto (Klasse von $ 30.000–35.000) – American Automobile Association[11]
- 2003: Sicherstes Auto – Folksam (Versicherung, Schweden)
- 2005: Sicherstes Auto – Folksam (Versicherung, Schweden)

## 9-5 (YS3G, 2010–2011)
| Sterne im Euro-NCAP-Crashtest (2009) |

### Entwicklung
Die Planungen für ein Nachfolgemodell des 9-5 reichen bis Anfang der 2000er-Jahre zurück, als eine GM-weit benötigte Premium genannte Plattform entwickelt wurde. Diese war unter anderem für Saab vorgesehen sowie für einen kleinen Cadillac nebst Schwestermodell bei Buick. Im Rahmen der Aufgabenteilung im Joint-Venture zwischen Fiat und GM fiel der Entwicklungsauftrag für diese Bodengruppe an Fiat und wurde bei Alfa Romeo umgesetzt. Die Planungen für die Modelle von Cadillac und Buick wurden gestoppt, eine Verwendung der neuen Bodengruppe für einen Saab wurde aus Kostengründen gestrichen. Deswegen sind die einzigen auf dieser Bodengruppe realisierten Modelle der Alfa Romeo 159 (2005–2011), der Alfa Romeo Brera (2005–2010) und der Alfa Romeo Spider (Typ 939, 2006–2010).
Durch die 2002 von GM getroffene Entscheidung, diese Plattform nicht für die zweite Generation des Saab 9-5 zu verwenden, verzögerte sich die Entwicklung erheblich. Der bekannte 9-5 der ersten Generation wurde deswegen im Sommer 2001 und im Herbst 2005 durch zwei Facelifts aktualisiert.
Erste Bilder der Limousine wurden bereits im Juli 2009 veröffentlicht. Saab präsentierte den neuen 9-5 zuerst am 27. August 2009 auf der Unternehmenswebsite, bevor er dann einen Monat später auf der IAA einem breiten Publikum gezeigt wurde.
Wegen der wirtschaftlichen Schwierigkeiten Saabs verzögerte sich der Produktionsbeginn der Limousine von Herbst 2009 auf Mitte 2010. Die Preise lagen zwischen 33.700 (1.6T Linear) und etwa 70.000 Euro (2.8T Aero mit allen verfügbaren Ausstattungen).
Im Laufe des Jahres 2011 musste die Produktion wiederholt unterbrochen werden, da verschiedene Zulieferer das Unternehmen aufgrund von Zahlungsrückständen nicht mehr hinreichend mit Neuteilen versorgten.
Der Produktionsbeginn des SportCombi war zunächst für den Spätsommer 2011 angekündigt, dann auf Anfang 2012 verschoben worden. Aufgrund der Insolvenz von Saab sowie einer Verweigerung der Lizenzen seitens General Motors wurde der SportCombi im Gegensatz zur Limousine nie in Serie produziert. Es entstanden lediglich 33 Vorserienmodelle, die Ende 2012 in Schweden von einem Auktionshaus versteigert wurden.
Im Dezember 2011 wurde die seit April unterbrochene Produktion beendet. Ursache ist die Insolvenz von Saab und die Weigerung von General Motors, dem neuen Eigentümer von Saab Lizenzen für das Modell zu erteilen. Vom zweiten 9-5 wurden insgesamt nur 11.280 Fahrzeuge produziert.

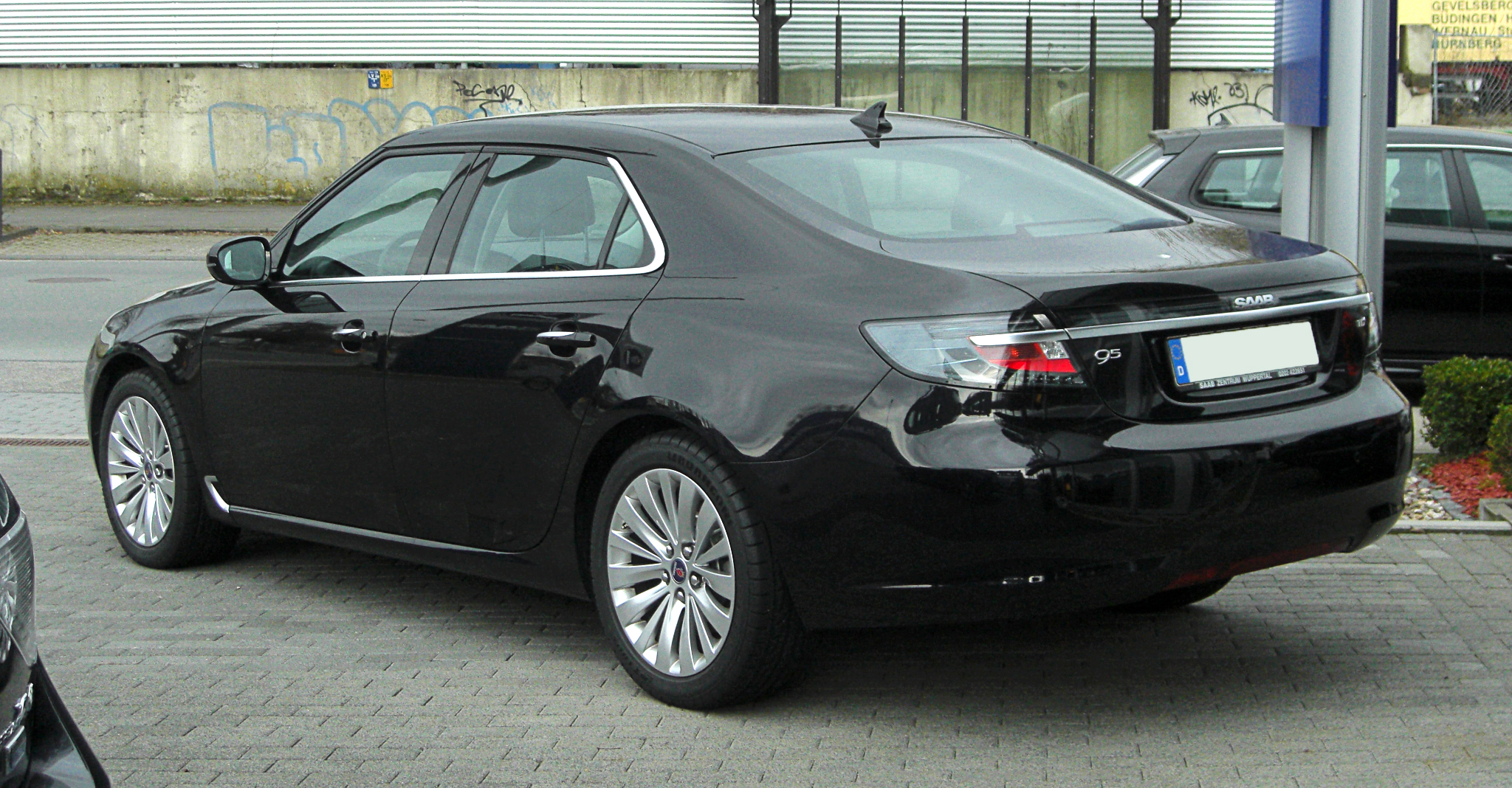
Heckansicht
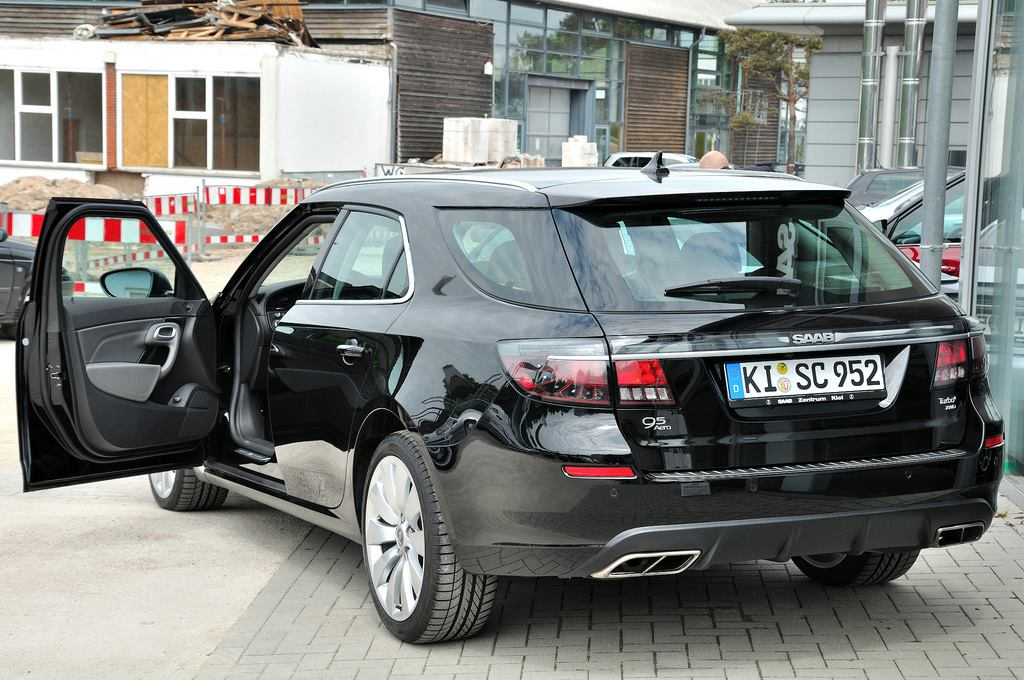
Nur 33 Versuchsexemplare wurden gebaut: Saab 9-5 SportCombi
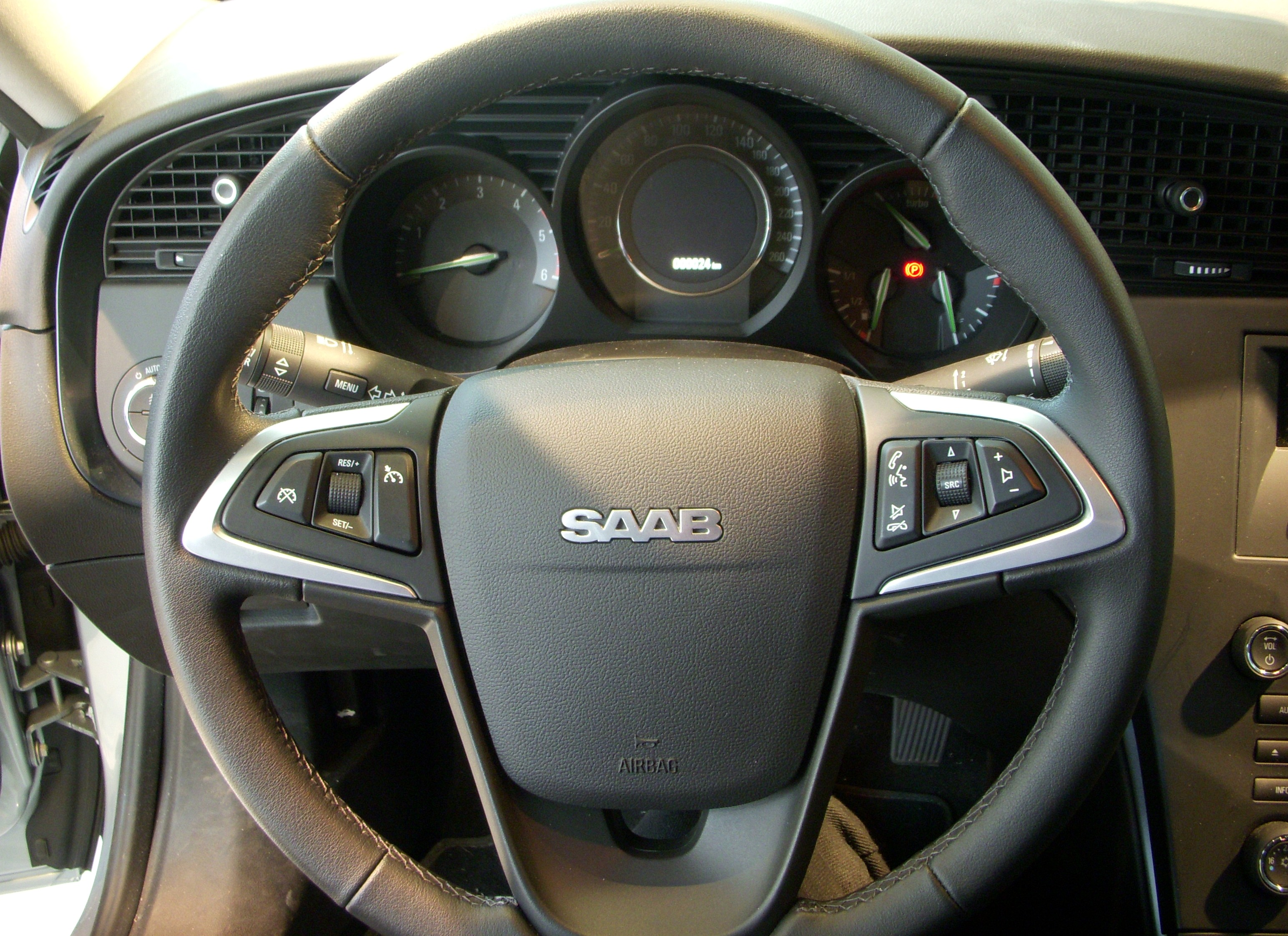
Armaturen

### Technik
Der neue Saab 9-5 basierte wie der Opel Insignia A, der Buick LaCrosse und der Cadillac XTS auf der Epsilon-II-Plattform von General Motors und war auch mit deren Ecotec-II-Vierzylindermotoren (mit 1,6 und 2 l Hubraum versehen, gebaut von Opel in Kaiserslautern) und High-Feature-V6-Motoren (2,8 l Hubraum, gebaut von Holden in Port Melbourne, Australien). Die 2.0-Dieselmotoren stammten ursprünglich von Fiat. Die Motoren waren quer eingebaut. Der bereits offiziell angekündigte 2.0-l-Dieselmotor mit zwei Turbos und 140 kW Leistung war ab Modelljahr 2011 verfügbar; ein 3.0-l-V6-Diesel mit ca. 170 kW Leistung (entwickelt von VM Motori) war von General Motors abgesagt worden.
Das neue Modell war 17 cm länger als die erste Generation und maß nun 5,01 m, wobei der Radstand gegenüber dem Insignia um knapp 11 cm länger ist. Es wurde im Saab-Stammwerk Trollhättan gebaut.
Beim Fahrwerk kam bei bestimmten Versionen statt der normalerweise eingebauten MacPherson-Federbeine eine „HiPerStrut“ (HiPer für High Performance, strut englisch für Federbein) genannte Konstruktion zum Einsatz, an der Hinterachse eine Multilink-Aufhängung. HiPerStrut ist eine Variante des MacPherson-Federbeins, die auch beim Opel Insignia OPC verwendet wird. Bei dieser hat der Radträger eine eigene unabhängige Achse, so dass bei Lenkbewegungen der Radträger unabhängig von der Achse des Federbeins dreht. Hierdurch soll die Änderung des Radsturzes während des Lenkens reduziert werden, was zu einem verbesserten Kurvenverhalten führt. Weitere Vorteile sind laut Opel eine verbesserte Federungsqualität, eine verringerte Masse, und besseres Lenkverhalten (keine Antriebseinflüsse auf die Lenkung).
Technische Daten
|                                              | 1.6T                                   | 2.0T/2.0T BioPower                     | 2.8T V6                             | 2.0TiD DPF                                                         | 2.0TTiD DPF                                                        |
| -------------------------------------------- | -------------------------------------- | -------------------------------------- | ----------------------------------- | ------------------------------------------------------------------ | ------------------------------------------------------------------ |
| Bauzeitraum:                                 | 05/2010–12/2011                        | 05/2010–12/2011                        | 05/2010–12/2011                     | 05/2010–12/2011                                                    | 05/2010–12/2011                                                    |
| Motortyp:                                    | Vierzylinder-Ottomotor in Reihenbauart | Vierzylinder-Ottomotor in Reihenbauart | Sechszylinder-Ottomotor in V-Bauart | Vierzylinder-Dieselmotor in Reihenbauart, Common-Rail-Einspritzung | Vierzylinder-Dieselmotor in Reihenbauart, Common-Rail-Einspritzung |
| Motoraufladung:                              | Turbolader                             | Turbolader                             | Turbolader                          | Turbolader                                                         | Turbolader                                                         |
| Hubraum:                                     | 1598 cm³                               | 1998 cm³                               | 2792 cm³                            | 1956 cm³                                                           | 1956 cm³                                                           |
| max. Leistung bei min−1:                     | 132 kW (180 PS)/5500                   | 161 kW (220 PS) ((260PS))/5300         | 220 kW (300 PS)((347PS))/5500       | 117 kW (160 PS)/4000                                               | 140 kW (190 PS)/4000                                               |
| max. Drehmoment bei min−1:                   | 230 Nm/2200                            | 350 Nm/2500                            | 400 Nm/2000                         | 350 Nm/1750                                                        | 400 Nm/1750                                                        |
| Antriebsart, serienmäßig:                    | Vorderradantrieb                       | Vorderradantrieb                       | Allradantrieb                       | Vorderradantrieb                                                   | Vorderradantrieb                                                   |
| Antriebsart, optional:                       | —                                      | Allradantrieb XWD                      | —                                   | —                                                                  | Allradantrieb XWD                                                  |
| Getriebeart, serienmäßig:                    | 6-Gang-Schaltgetriebe                  | 6-Gang-Schaltgetriebe                  | 6-Stufen-Automatikgetriebe          | 6-Gang-Schaltgetriebe                                              | 6-Gang-Schaltgetriebe                                              |
| Getriebeart, optional:                       | —                                      | 6-Stufen-Automatikgetriebe             | —                                   | 6-Stufen-Automatikgetriebe                                         | 6-Stufen-Automatikgetriebe                                         |
| Leergewicht:                                 |                                        | 1725–1990 kg                           | 1945–2065 kg                        | 1725–1915 kg                                                       |                                                                    |
| maximale Zuladung:                           |                                        | 370–545 kg                             | 375–495 kg                          | 365–445 kg                                                         |                                                                    |
| Beschleunigung, 0–100 km/h:                  | 9,5 s                                  | 7,9–8,8 s                              | 6,9 s                               | 9,9–10,1 s                                                         | 8,8–9,2 s                                                          |
| Höchstgeschwindigkeit:                       | 220 km/h                               | 230–240 km/h                           | 250 km/h (abgeregelt)               | 209–215 km/h                                                       | 220–230 km/h                                                       |
| Kraftstoffverbrauch auf 100 km (kombiniert): | 7,8 l Super                            | 8,2–9,9 l Super                        | 10,6 l Super plus                   | 5,3–6,8 l Diesel                                                   | 6,0–6,7 l Diesel                                                   |
| CO2-Emission, kombiniert:                    | 179 g/km                               | 189–228 g/km                           | 244 g/km                            | 139–179 g/km                                                       | 159–176 g/km                                                       |
| Abgasnorm nach EU-Klassifikation:            | Euro 5                                 | Euro 5                                 | Euro 5                              | Euro 5                                                             | Euro 5                                                             |

-Werte in (()) Doppel-Klammern gelten für Modelle mit Hirsch-Leistungssteigerung.

### Ausstattungen
Es waren unter anderem folgende – teils bereits aus dem Insignia bekannte – Ausstattungen verfügbar:
- Audio-System von Harman Kardon
- Head-Up-Display zur Anzeige verschiedener Informationen (z. B. Drehzahl, Außentemperatur, Kompassnadel, aktueller Gang)[27]
- ein Kamera-basierter Spurwechselassistent/Spurhalteassistent mit Verkehrszeichenerkennung für Geschwindigkeitsbeschränkungen und Überholverbote[28]
- Sitze nicht nur beheizt, belüftet und mit SAHR (wie im alten 9-5, aber 3. Generation), sondern auch in der Härte verstellbar
- ein Cargosystem, das mit einer Sperre ein Verrutschen von Gepäck in den tiefen Kofferraum verhindern soll
- drei getrennt einstellbare Klimazonen
- ausklappbare Bildschirme in den Rückseiten der Frontsitzen, mit Anschlussmöglichkeit für Multimediageräte wie DVD-Player und Spielekonsolen
- im zentralen Anzeigeinstrument ein runder LC-Bildschirm zur Anzeige verschiedener Funktionen (z. B. erkannte Verkehrszeichen, weitere Geschwindigkeitsanzeige im Stil eines PFD)
- adaptives Kurvenlicht, das sich bei Berg/Talfahrten auch der Fahrzeugneigung anpasst
- Abstandsregeltempomat
- Einparkassistent (ohne Eingriff in die Lenkradbewegung)
- adaptive Fahrwerkssteuerung
- elektrische Handbremse

Die Fahrwerksteuerung verwendete Eingaben von Sensoren für Geschwindigkeit, Bremsstärke, Geschwindigkeit der Bremspedalbetätigung, Motorleistungsabgabe und Querbeschleunigung zur Bestimmung von Fahrsituationen, denen jeweils Profile der Einstellung von Dämpferhärte, des Ansprechverhaltens des Gaspedals, der Kennlinie der Servolenkunterstützung, der Eingreifschwelle des ESP, der Reaktionszeit des Kurvenlichts, des Schaltzeitpunkts (Automatik), und der Drehmomentverteilung (Allrad) zugeordnet sind.

### Sicherheit
Insgesamt wurden bei Crashtests 110 Fahrzeuge in 71 verschiedenen Testsituationen eingesetzt, um das Kollisionsverhalten des 9-5 zu optimieren. Ein Gyrosensor erfasst einen Überschlag des Fahrzeugs, um auch in diesem Fall die seitlichen Kopf-Airbags auszulösen. Ebenso wurden Tests bei Kollisionen mit Elch-Simulatoren durchgeführt. Im Euro-NCAP-Crashtest erhielt der neue 9-5 Ende 2009 fünf von fünf möglichen Sternen. Bei der Bewertung der Insassensicherheit von Erwachsenen erreichte das getestete Fahrzeug 94 % und bei der Insassensicherheit von Kindern 80 % der maximal möglichen Punktzahl. Im Bereich Fußgängerschutz erhielt das Fahrzeug 44 % der Punkte, die serienmäßige Ausstattung mit unterstützenden Sicherheitssystemen wurde mit 86 % der möglichen Punktzahl bewertet.

### Auszeichnungen
- 2011: Auto des Jahres – Wheels Asia[31]

## Statistik

### Bestand in Deutschland
Aufgeführt ist der Bestand an Saab 9-5 nach Hersteller- (HSN) und Typschlüsselnummern (TSN) in Deutschland laut Kraftfahrt-Bundesamt. Bis 2007 beinhaltete der Bestand neben der Anzahl der angemeldeten Fahrzeuge auch die Anzahl der vorübergehenden Stilllegungen. Seit 2008 enthält der Bestand lediglich den „fließenden Verkehr“ einschließlich der Saisonkennzeichen.
| HSN/TSN  | 9116/385  | 9116/395   | 9116/388  | 9116/397      | 9116/411   | 9116/417  | 9116/418        | 9102/AAL      | 9116/ACW  | 9116/ACY  | Sonstige | Gesamtbestand | Veränderung | Quelle |
| -------- | --------- | ---------- | --------- | ------------- | ---------- | --------- | --------------- | ------------- | --------- | --------- | -------- | ------------- | ----------- | ------ |
| Modell   | 2.0t      | 2.0t Kombi | 3.0t V6   | 3.0t V6 Kombi | 2.3t Kombi | 2.3 Turbo | 2.3 Turbo Kombi | 1.9 TID Kombi | 2.0 TID   | 2.0 T     | Sonstige | Gesamtbestand | Veränderung | Quelle |
| Baujahre | 1997–2005 | 1999–2005  | 1998–2005 | 1999–2005     | 2000–2005  | 2001–2005 | 2001–2005       | 2005–2010     | 2010–2012 | 2010–2012 | Sonstige | Gesamtbestand | Veränderung | Quelle |
| kW       | 110       | 110        | 147       | 147           | 136        | 184       | 184             | 110           | 118       | 162       | Sonstige | Gesamtbestand | Veränderung | Quelle |
| 2003     |           |            |           |               |            |           |                 |               |           |           |          | 15.505        |             | [ 32 ] |
| 2004     |           |            |           |               |            |           |                 |               |           |           |          | 15.876        | + 2,39 %    | [ 33 ] |
| 2005     |           |            |           |               |            |           |                 |               |           |           |          | 16.123        | + 1,56 %    | [ 34 ] |
| 2006     |           |            |           |               |            |           |                 |               |           |           |          | 16.322        | + 1,23 %    | [ 35 ] |
| 2007     |           |            |           |               |            |           |                 |               |           |           |          | 16.412        | + 0,55 %    | [ 36 ] |
| 2008     |           |            |           |               |            |           |                 |               |           |           |          | 13.979        | - 14,82 %   | [ 37 ] |
| 2009     |           |            |           |               |            |           |                 |               |           |           |          | 13.462        | - 3,70 %    | [ 38 ] |
| 2010     |           |            |           |               |            |           |                 |               |           |           |          | 13.338        | - 0,92 %    | [ 39 ] |
| 2011     |           |            |           |               |            |           |                 |               |           |           |          | 13.180        | - 1,18 %    | [ 40 ] |
| 2012     |           |            |           |               |            |           |                 |               |           |           |          | 12.706        | - 3,60 %    | [ 41 ] |
| 2013     |           |            |           |               |            |           |                 |               |           |           |          | 12.034        | - 5,29 %    | [ 42 ] |
| 2014     |           |            |           |               |            |           |                 |               |           |           |          | 11.453        | - 4,83 %    | [ 43 ] |
| 2015     |           |            |           |               |            |           |                 |               |           |           |          | 10.828        | - 5,46 %    | [ 44 ] |
| 2016     |           |            |           |               |            |           |                 |               |           |           |          | 10.236        | - 5,47 %    | [ 45 ] |
| 2017     |           |            |           |               |            |           |                 |               |           |           |          | 9.575         | - 6,46 %    | [ 46 ] |
| 2018     |           |            |           |               |            |           |                 |               |           |           |          | 8.940         | - 6,63 %    | [ 46 ] |
| 2019     |           |            |           |               |            |           |                 |               |           |           |          | 8.241         | - 7,82 %    | [ 47 ] |
| 2020     |           |            |           |               |            |           |                 |               |           |           |          | 7.584         | - 7,97 %    | [ 47 ] |
| 2021     | 565       | 876        | 166       | 60            | 674        | 165       | 597             | 394           | 90        | 75        | 3.237    | 6.899         | - 9,03 %    | [ 48 ] |
| 2022     | 497       | 757        | 145       | 54            | 619        | 149       | 578             | 380           | 92        | 78        | 3.013    | 6.362         | - 7,78 %    | [ 49 ] |
| 2023     | 485       | 684        | 127       | 54            | 546        | 143       | 550             | 363           | 100       | 78        | 2.869    | 5.995         | - 5,77 %    | [ 50 ] |
| 2024     | 424       | 612        | 105       | 45            | 525        | 140       | 528             | 348           | 94        | 76        | 2.766    | 5.618         | - 6,29 %    | [ 51 ] |

### Neuzulassungen in Deutschland
Aufgeführt sind die jährlichen Neuzulassungen von Saab 9-5 in Deutschland jedes Jahres seit 1999 laut Statistik des Kraftfahrt-Bundesamtes.
| Jahr        | 1999  | 2000     | 2001     | 2002     | 2003     | 2004     | 2005     | 2006     | 2007     | 2008     | 2009     | 2010    | 2011     |
| ----------- | ----- | -------- | -------- | -------- | -------- | -------- | -------- | -------- | -------- | -------- | -------- | ------- | -------- |
| Anzahl      | 3.803 | 3.280    | 3.777    | 2.553    | 1.874    | 1.317    | 1.130    | 986      | 579      | 373      | 201      | 206     | 157      |
| Veränderung |       | - 13,8 % | + 15,2 % | - 32,4 % | - 26,6 % | - 29,7 % | - 14,2 % | - 12,7 % | - 41,3 % | - 35,6 % | - 46,1 % | + 2,5 % | - 23,8 % |